# PFK Ludogorec Razgrad
Profesionalen Futbolen Klub „Ludogorec 1945” (bugarski: Професионален Футболен Клуб „Лудогорец 1945”) bugarski je nogometni klub iz Razgrada. Trenutačno se natječe u Prvoj bugarskoj nogometnoj ligi.

## Vanjske poveznice
- Službena web-stranica
- PFC Ludogorets 1945, UEFA